# 健民海浜公園

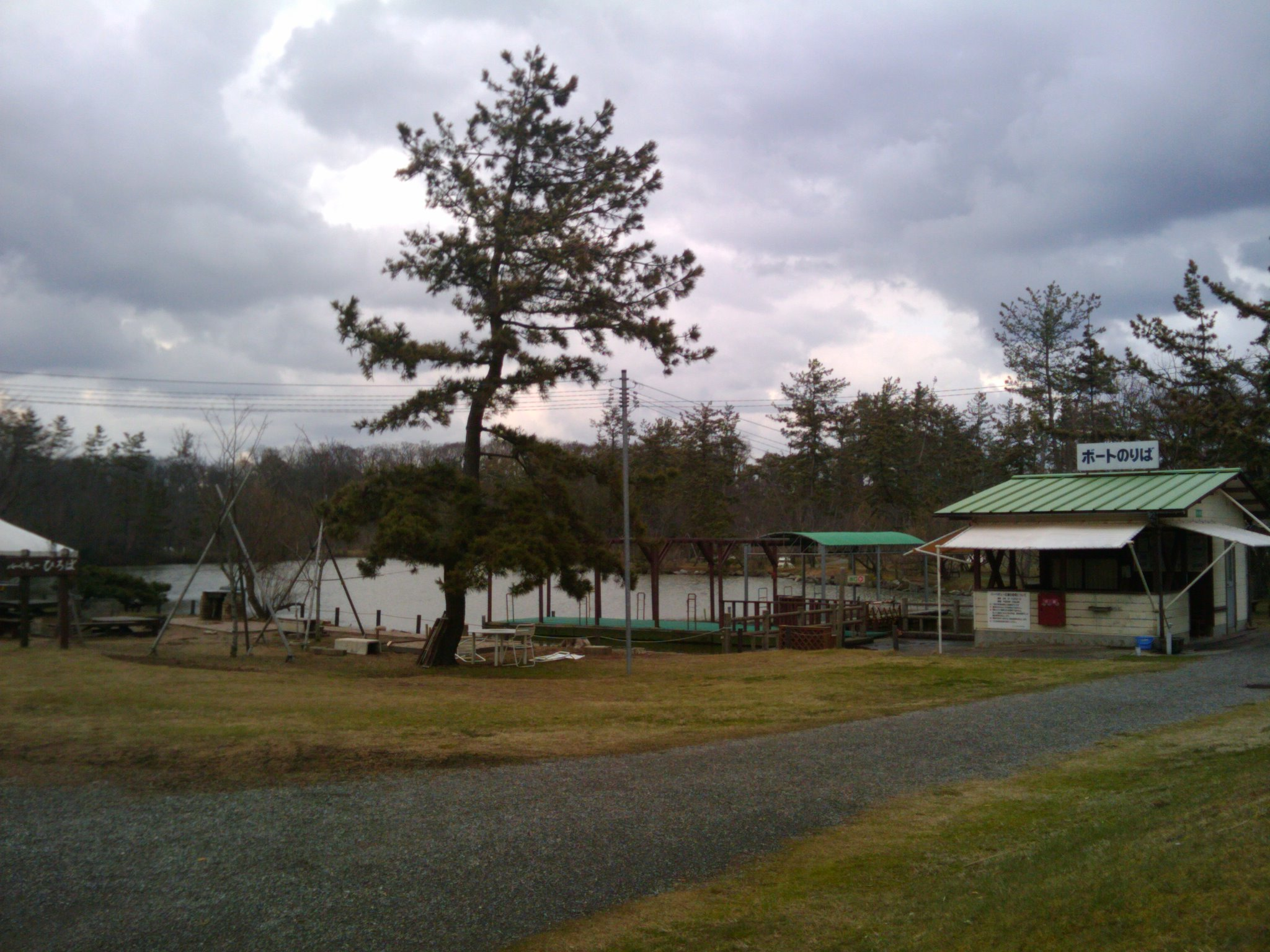
大池のボート乗り場

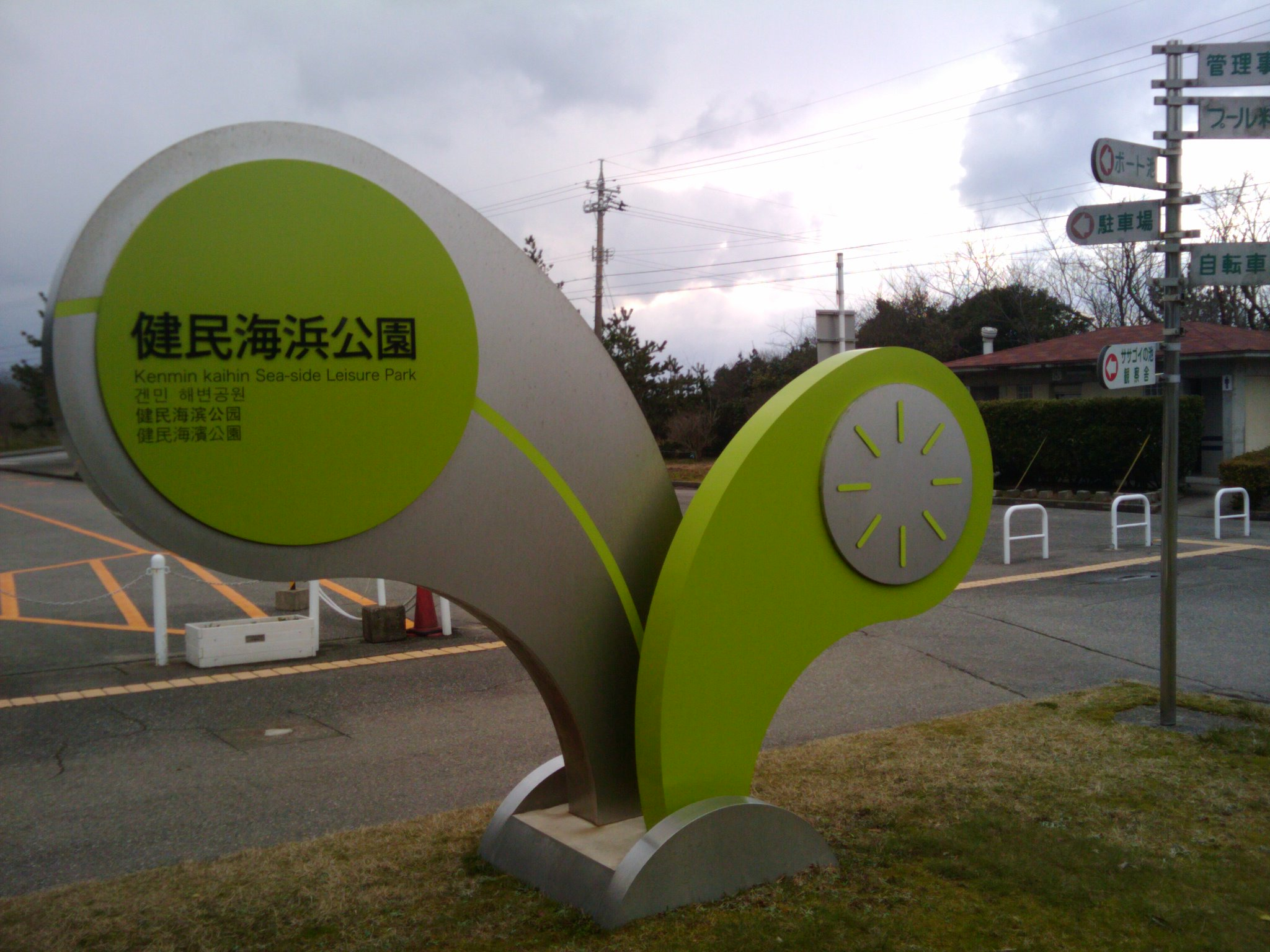
車寄せに立つ看板

健民海浜公園（けんみんかいひんこうえん）は、石川県金沢市西部にある都市公園。石川県が開設・運営している都市公園（広域公園）である。

## 概要
金沢市の西部、犀川が日本海にそそぐ河口付近の砂丘地にあり、西側は日本海に面したクロマツの保安林、北側と東側は犀川に接している。中央に大池と呼ばれる池があり、貸しボートに乗ることができる。園内の大部分は、クロマツの林、エノキの森、クルミの森、ニセアカシアの林などと名付けられた森林や緑地が広がっている。犀川に隣接するササゴイの池には野鳥観察舎が整備されている。また、流れるプールやウォータースライダープールなど大小9つの野外プールや、野球、ソフトボール、サッカーなどができる運動広場がある。
もとは陸軍省の所有する演習場があり、戦後、金沢市有地となっていたが、1971年（昭和46年）に、石川県がこの市有地と海浜の国有地に一部民有地を買収して加え、県政百周年記念事業として公園を整備した。
2006年からは、石川県の指定管理者制度により、T&A有限責任事業組合が指定管理者として公園の整備・運営を行っている。

## 健民海浜プール
北西側の日本海に面した敷地に、健民海浜プールと呼ばれる野外プールがある。夏季期間中（毎年7月1日から8月31日まで）のみ利用することができる。施設内には、大小9つのプール（水流プール、ウォータースライダープール、スライダープール、波形プール、幼児プール、せせらぎプール、深水プール、徒歩プール、50mプール）のほか、売店、レストハウスがある。

## 周辺施設
- 金沢西警察署
- 大野湊神社
- 大野湊緑地公園
- 石川県銭屋五兵衛記念館
- 済生会金沢病院
- 西部緑地公園（陸上競技場、県立野球場）
- いしかわ総合スポーツセンター
- 石川県産業展示館

## アクセス
- 北陸自動車道金沢西インターチェンジから車で5分
- JR金沢駅西口からバスで20分「海浜公園口」バス停下車
  - 夏季のプール営業時には金沢駅からプール入口付近まで臨時バスが乗り入れている。